# Sábarmatí
Sábarmatí (साबरमती नदी) je řeka v Indii. Pramení v pohoří Arávalí nedaleko Udajpuru, protéká státy Rádžasthán a Gudžarát a vlévá se do Khambhátského zálivu. Je dlouhá 371 km, její povodí má rozlohu 30 680 km² a průměrný průtok řeky je 120 m³ za sekundu. Stav vody je závislý na monzunových cyklech, roční srážky v povodí řeky se pohybují mezi 450 a 800 mm. Řeka je využívána k zavlažování, závisí na ní okolo 16 000 čtverečních kilometrů orné půdy.
Hlavními přítoky jsou Hathmatí a Harnáv. Na řece byla založena města Gándhínagar a Ahmadábád. V roce 1978 byla nedaleko Dhároí postavena přehrada s hydroelektrárnou.
Podle pověsti řeka vznikla, když sem Šiva přivedl říční bohyni Gangu. Sábarmatí je také spojena s působením starověkého mudrce Kapily.
Na břehu řeky na okraji Ahmadábádu byl v roce 1915 založen ášram, v němž pobýval Mahátma Gándhí a vyrazil odsud v březnu 1930 na proslulý Solný pochod. V roce 1963 bylo v ášramu zřízeno muzeum, které navštíví ročně okolo 700 000 lidí.